# Posušje
Posušje (srbsky Посушје) je město a sídlo stejnojmenné opčiny v Bosně a Hercegovině v Západohercegovském kantonu. Nachází se asi 3 km od hranic s Chorvatskem, asi 46 km severozápadně od Mostaru. V roce 2013 žilo v samotném Posušje 6 386 obyvatel, v celé opčině pak 20 698 obyvatel.
Kromě vlastního města zahrnuje opčina i vesnice Bare, Batin, Broćanac, Čitluk, Gradac, Konjsko, Masna Luka, Osoje, Podbila, Poklečani, Rastovača, Sutina, Tribistovo, Vinjani, Vir, Vrpolje, Vučipolje, Zagorje a Zavelim.
Sousedními městy jsou Grude, Jablanica, Široki Brijeg, Tomislavgrad a chorvatské město Imotski.